# David Thid
David Thid, född  6 april 2003, är en svensk friidrottare (häcklöpning). Han tävlar för Spårvägens FK.

## Karriär
Thid deltog i Svenska mästerskapen i friidrott 2023 där han placerade sig på en andraplats på 400 meter häck. Vid europamästerskapen i friidrott 2024 sprang han samma distans på 49,81 sekunder, vilket innebar att han var tionde svensk att springa 400 meter häck under 50 sekunder.